# Tura candida
Tura candida là một loài chân đều trong họ Porcellionidae. Loài này được Ferrara miêu tả khoa học năm 1974.